# La Toba
La Toba è un comune spagnolo di 105 abitanti situato nella comunità autonoma di Castiglia-La Mancia.